# Trimestre
Un trimestre est un ensemble de trois mois consécutifs.
Dans le système éducatif en France, le système des trimestres divise une année scolaire en trois périodes, puisqu'elle est composée de neuf mois.

## Division usuelle du calendrier grégorien
Le calendrier grégorien est divisé en quatre trimestres :
- de janvier à mars,
- d'avril à juin,
- de juillet à septembre,
- d'octobre à décembre.

## Utilisation
Le trimestre est principalement utilisé comme découpage :
- d'une année scolaire, concurrencé alors par le semestre et le quadrimestre ;
- d'obligations comptable ou d'imposition, par exemple pour la TVA ou les cotisations sociales en Belgique, les retraites en France ;
- du rythme de parution d'une revue.